# روآبروک
روآبروَک یا (جاکانا) نام یک تیره به نام روآبروکان از راسته سلیم‌سانان است. روآبروَک (جاکانا) نام گروهی از پرندگان جهان است که نام انگلیسی آنها Jacana است. جاکاناها گاهی پرندگان مسیح (Jesus birds) یا رونده‌های روی سوسن (Lily trotters) هم نامیده می‌شوند. 
جاکاناها یک خانواده از پرندگان گرمسیری هستند که بیشتر در کنار آب‌ها زیست می‌کنند و مانند چنگرها دارای سپر پیشانی هستند. این پرندگان دارای پاها و انگشتان بلند با ناخن‌های دراز هستند. بنابر این، توانایی گام برداشتن و راه رفتن روی برگ‌های پهن گیاهان آبزی و شناور روی سطح آب را دارند.
این خانواده در جهان، شش سرده و هشت گونه به نام‌های زیر دارد.
- روآبروَک کوچک Lesser Jacana Microparra capensis
- روآبروَک آفریقایی African Jacana Actophilornis africanus
- روآبروَک ماداگاسکار Madagascan Jacana Actophilornis albinucha
- روآبروَک تاج‌دار Comb-crested Jacana Irediparra gallinacea
- روآبروَک دم‌قرقاولی Pheasant-tailed Jacana Hydrophasianus chirurgus
- روآبروَک بال‌برنزی Bronze-winged Jacana Metopidius indicus
- روآبروَک شمالی Northern Jacana Jacana spinosa
- روآبروَک غبغب‌دار Wattled Jacana Jacana jacana